# كاديلاك 16
كانت كاديلاك سيكستين عبارة عن نموذج اختياري لسيارة عالية الأداء وأنيقة قامت كاديلاك بتقديمها لأول مرة في عام 2003.
تم تزويد السيارة بمحرك أختباري مزود بـ 32 صمام ومكون من 16 اسطوانة على شكل V بسعة 13.6 لتر وموصول بناقل حركة أوتوماتيكي إلكتروني من أربع سرعات. تم تزويد المحرك بتقنية الإزاحة الموفرة للوقود عند الطلب، والتي ظهرت لأول مرة في عام 2004 على بعض موديلات جي أم لعام 2005، والتي تقوم بإيقاف عمل نصف عدد الأسطوانات عند القيادة في الحالات العادة ومن ثم إعادة تشغيلهم في ظروف القيادة التي تحتاج إلى المزيد من القوة والعزم كما في حالة الضغط السريع على الدواسة البنزين أو في حالة التحميل أو السحب واللتان تتطلبان كامل قوة المحرك. قيل بأن المحرك ينتج 1000 حصان (750 كيلو واط) وعزم 1000 رطل للقدم (1350 نيوتن للمتر).
هي مفهوم للسيارة مرتبط [الكاديلاك V-16] والتي ظهرت في فترة الثلاثينيات من القرن السابق. التصميم الحقيقي للسيارة عبارة عن خليط بين مفهوم كاديلاك الحالي «الفن والعلم» وبين تصميم الكاديلاك إلدورادو لعام 1967. عناصر التصميم الإضافية الأصلية من تجهيز فريق التصميم الداخلي تحت قيادة نائب رئيس جنرال موتورز روبرت لتز.
ذُكر أيضاً بأن السيكستين يحمل شعار كاديلاك مصنوع من الكريستال الصلب وساعة من تصميم بولقاري في لوحة العدادات.
على الرغم من أن السيكستين يحتاج إلى الموافقة على الإنتاج، إلا أن ميراثه موجود في مخططات الإنتاج المستقبلية لكاديلاك. من المتوقع ان يحمل الجيل القادم من منتجات كاديلاك عناصر من تصميم السيكستين. من المتوقع ان يمتد هذا التأثير بين تشابه في خطوط التصميم وبين نسخة أصغر من السيارة، والتي من الممكن أن تزود بمحرك من 8 أو 12 اسطوانات على شكل V. هذه السيارة الفخمة والتي لم يتم الإعلان عنها رسمياً يتم الإشارة إليها أحياناً بـ ULS (سيدان أكثر فخامة) وذلك في عند حديث مدراء جنرال موتورز التنفيذيون مع المصادر الإعلانية. إذا ما تم بناء هذه السيارة فإنها سوف تكون منافس للـ مرسيدس الفئة أس والـ بي أم دبليو الفئة السابعة. هناك نوايا لتقديم سيارة مشابهة لهذه في عام 2009، وسوف تحتوي على محرك من 8 اسطوانات على شكل V بشكل أساسي، وفئة القمة ستتوفر بمحرك من 12 اسطوانة على شكل V.

## صور

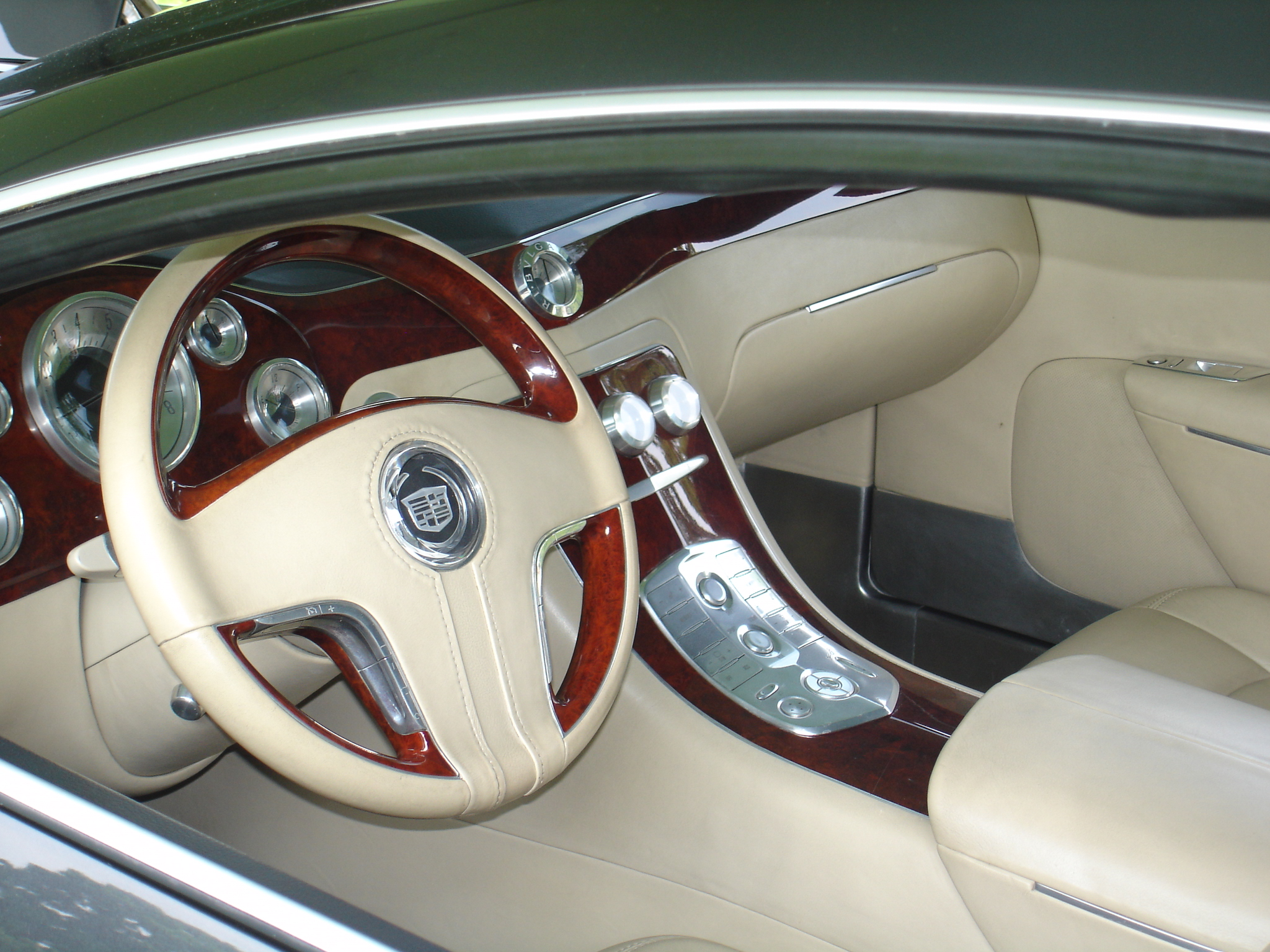
مقصورة القيادة
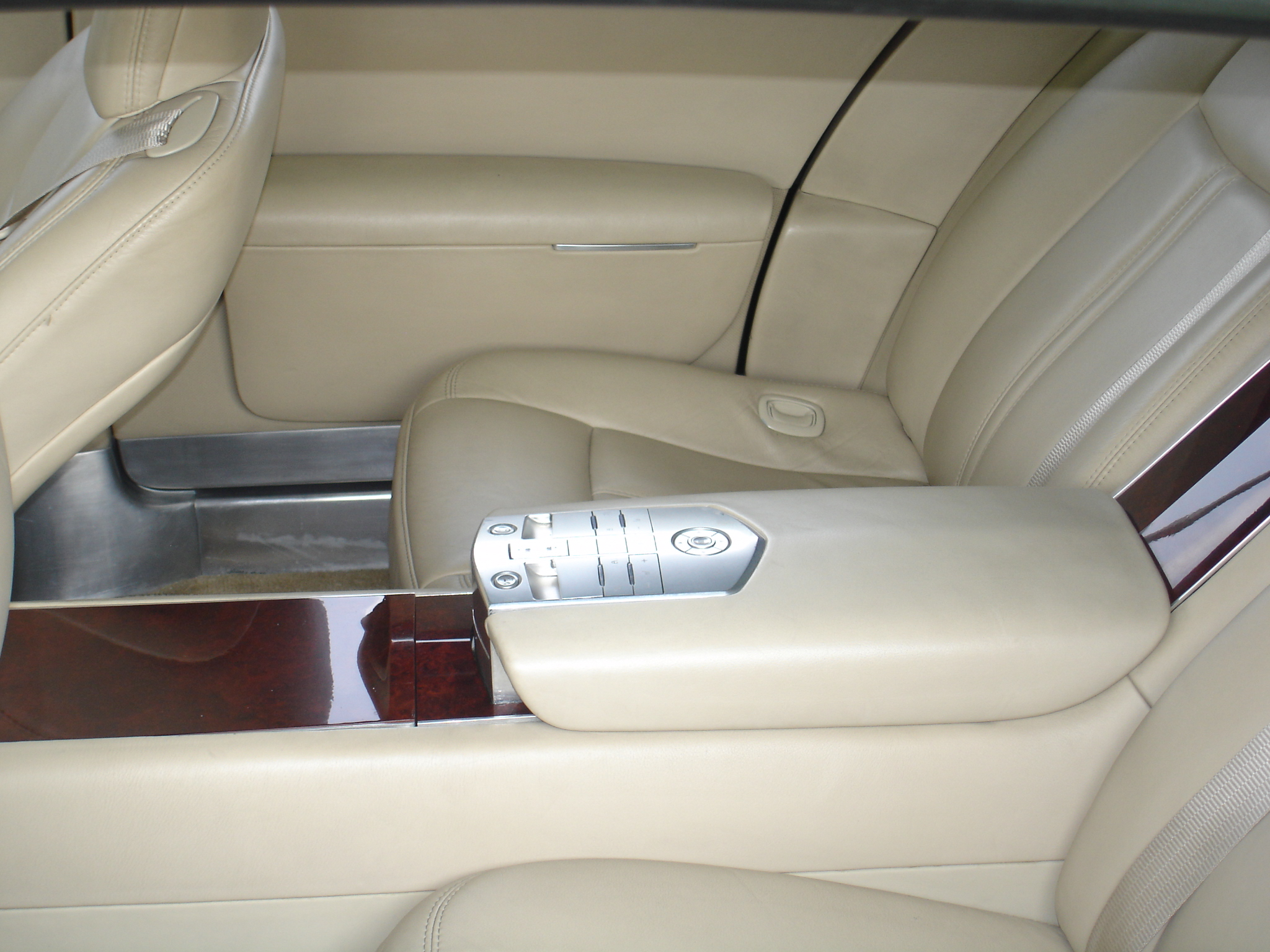
السيارة من الداخل
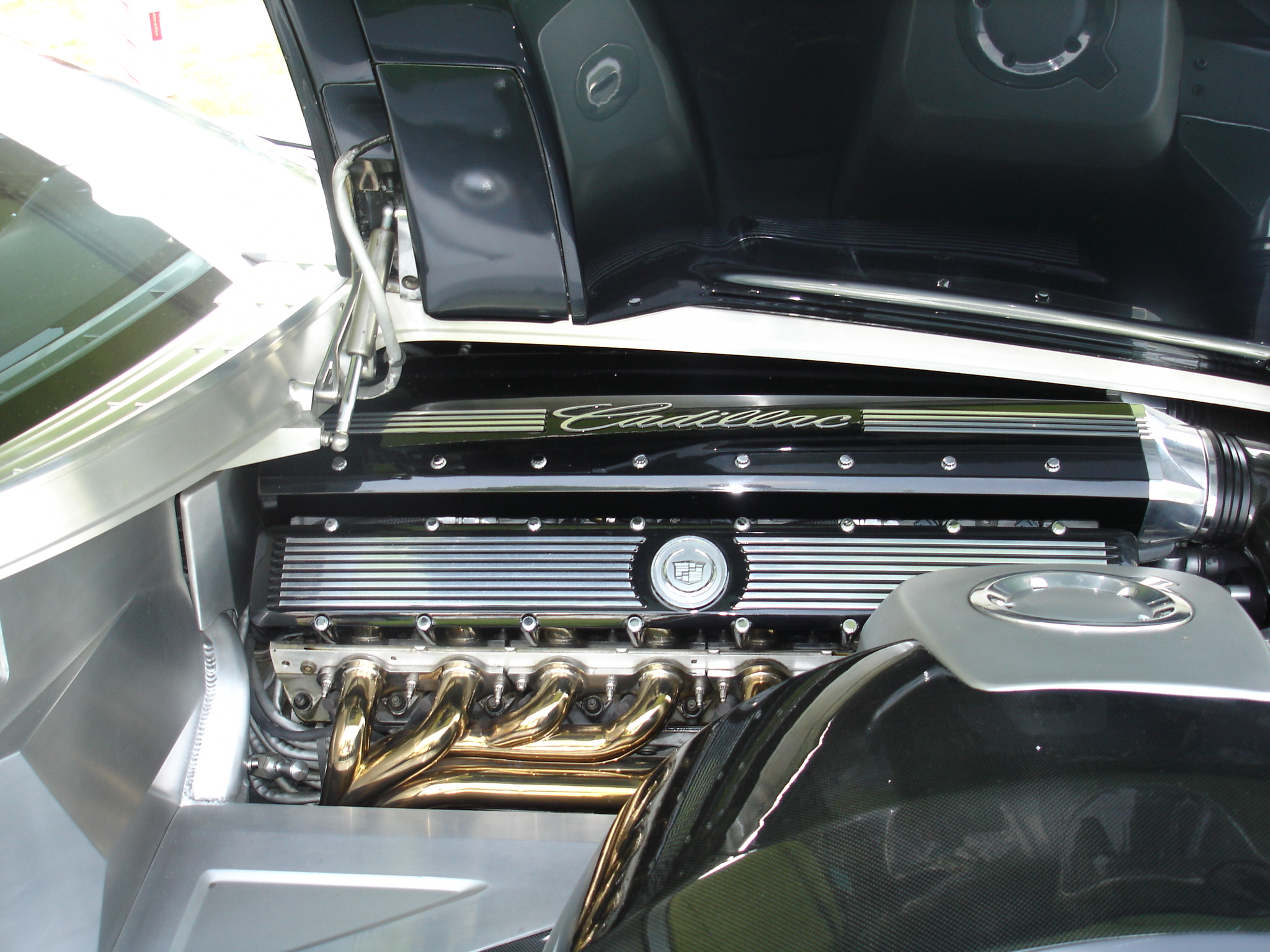
V16المحرك